# Microrregión de Nanuque
La microrregión de Nanuque es una de las microrregiones del estado brasilero de Minas Gerais perteneciente a la mesorregión Valle del Mucuri. Su población fue estimada en 2006 por el IBGE en 116.545 habitantes y está dividida en diez municipios. Posee un área total de 8.471,872 km².

## Municipios
- Águas Formosas
- Bertópolis
- Carlos Chagas
- Crisólita
- Fronteira dos Vales
- Machacalis
- Nanuque
- Santa Helena de Minas
- Serra dos Aimorés
- Umburatiba

- Datos: Q671623